# 大花秦艽
大花秦艽（学名：Gentiana macrophylla var. fetissowii）是龙胆科龙胆属秦艽的变种。分布于中国大陆的河北、河南、山西、陕西、宁夏、甘肃、新疆、四川等地，生长于海拔650米至3,700米的地区，多生在路边、山坡草地和江滩。